# 虎御前

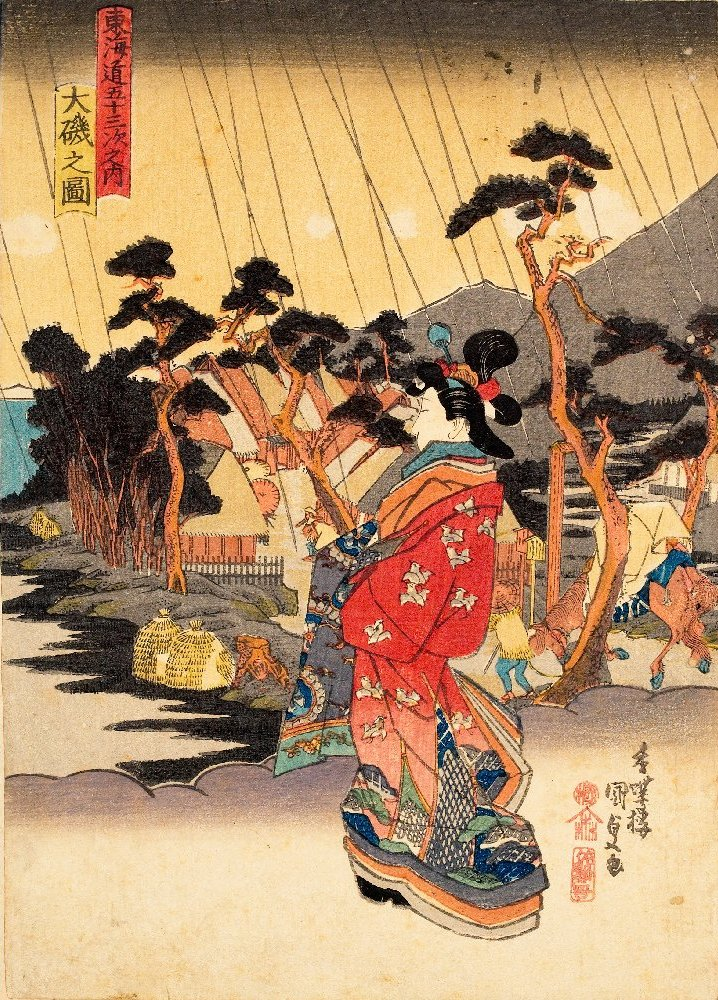
国貞筆「美人東海道 大礒之図」
虎が雨の中の虎御前を描いた錦絵。

虎御前（とらごぜん、安元元年（1175年） - ?）は、鎌倉時代初期の遊女。曾我祐成の妾。お虎さん、虎女（とらじょ）とも呼ばれる。富士の巻狩りの際に起こった曾我兄弟の仇討ちを描いた『曽我物語』で、この物語を色づけ深みを持たせる役割をしている。『吾妻鏡』にも出てくることから実在した女性とされる。
江戸期に制作された多数の曾我物にも登場し、虎御前の名は広く知られることとなった。

## 経歴

### 『吾妻鏡』における虎
『吾妻鏡』によると、建久4年（1193年）5月28日に曾我兄弟による仇討ち事件が起こった後、6月1日に曾我祐成の妾である虎という名の大磯の遊女を召し出して訊問したが、無罪だったため放免したと記されており（建久4年6月1日条）、6月18日には虎が箱根で祐成の供養を営み、祐成が最後に与えた葦毛の馬を捧げて出家を遂げ、信濃善光寺に赴いた。その時19歳だったと記されている（建久4年6月18日条）。

### 『曽我物語』における虎

#### 出自
虎女の出自については諸説あるが、『重須本曽我物語』では、虎女の母は平塚の遊女・夜叉王で、父は都を逃れて相模国海老名郷にいた宮内判官家永だとされている。虎女は平塚で生まれ大磯の長者のもとで遊女になった。
虎の母の夜叉王がいた平塚の遊女宿は現在の平塚市の黒部が丘あたりにあったと言われている。大磯の長者は高麗山の近く（現在の平塚市山下）であるので余り離れた場所ではない。花水川が間にあるが歩いても一時間は掛からない距離関係である。

#### 生涯
十郎祐成と弟の五郎時致は早くから父の仇を討とうと考えていたので妻妾を持つことを考えなかったが、五郎の勧めもあり妾を持つことになった十郎は、自分が死んだ後のことを考え遊女を選んだといわれる。虎と十郎は会ってすぐに恋に落ちる。虎17歳、十郎20歳の時であった。
虎が19歳の年、建久4年（1193年）5月28日に源頼朝が催した富士の裾野での狩りに夜陰に乗じて忍び込んだ兄弟は、父の仇の工藤祐経を討ち取る。しかし、十郎はその場で新田忠常に切り殺され、五郎も生け捕りになった後、頼朝直々に取り調べられて処刑される。
十郎の死後、虎は兄弟の母を曾我の里に訪ねたあと箱根に登り箱根権現社の別当の手により出家する。熊野や諸国の霊場を巡りながら兄弟の菩提を弔い、兄弟の一周忌を曾我の里で営んだ。その後兄弟の供養のため信州の善光寺に参り、首にかけた2人の遺骨を奉納した。大磯にもどった後、高麗寺山の北側の山下に庵を結び菩薩地蔵を安置し夫の供養に明け暮れる日々を過ごした事が山下（現、平塚市）に現存する高麗寺の末寺であった荘巌寺に伝わる「荘巌寺虎御前縁起」に記されている。虎女は兄弟の供養を片時も忘れることなく、『曽我物語』の生成に深く関わりながらその小庵で63年と言われるその生涯を閉じる（虎女の生涯は嘉禄3年（1227年）2月13日没、享年53といわれてきたが、最近の研究では没年は嘉禎4年（1238年）とされる）。

## 名前についての考察
寅年の寅の日の寅の刻に生まれたので三寅御前と名づけたと『曽我物語』にあるが、実際には虎女は未（ひつじ）年の生まれである。なぜ虎という名前をつけたのか本当のところはわからないが、柳田國男は『妹の力』で、虎御前を引き「嘗てトラ　トウロ　トランと呼ばれた、仏教、道教を修めた巫女がいて、トラ石と呼ばれる石のある場所で修法をしていたのでは」と推測している。虎が生まれた場所は近くにもろこしが原があり、その向こうには高麗寺山があるという異国の面影があった。唐（もろこし）の枕詞は虎であるがその為かどうかも判らない。虎御前の「御前」は当時、遊女や白拍子などにつけて呼ぶ呼称であり、静御前、巴御前などと同じである。当時の呼び方として「ごぜん」ではなく短く「ごぜ」としたようで、後の瞽女（ごぜ）に通ずる。山本吉左右は『日本架空伝承人物事典』で、「トラゴゼ」という瞽女がいたのではという説を唱えている。また、俳句などでは虎御前と書いて「とらごぜ」と読ませることもある。

## 虎が石と伝承

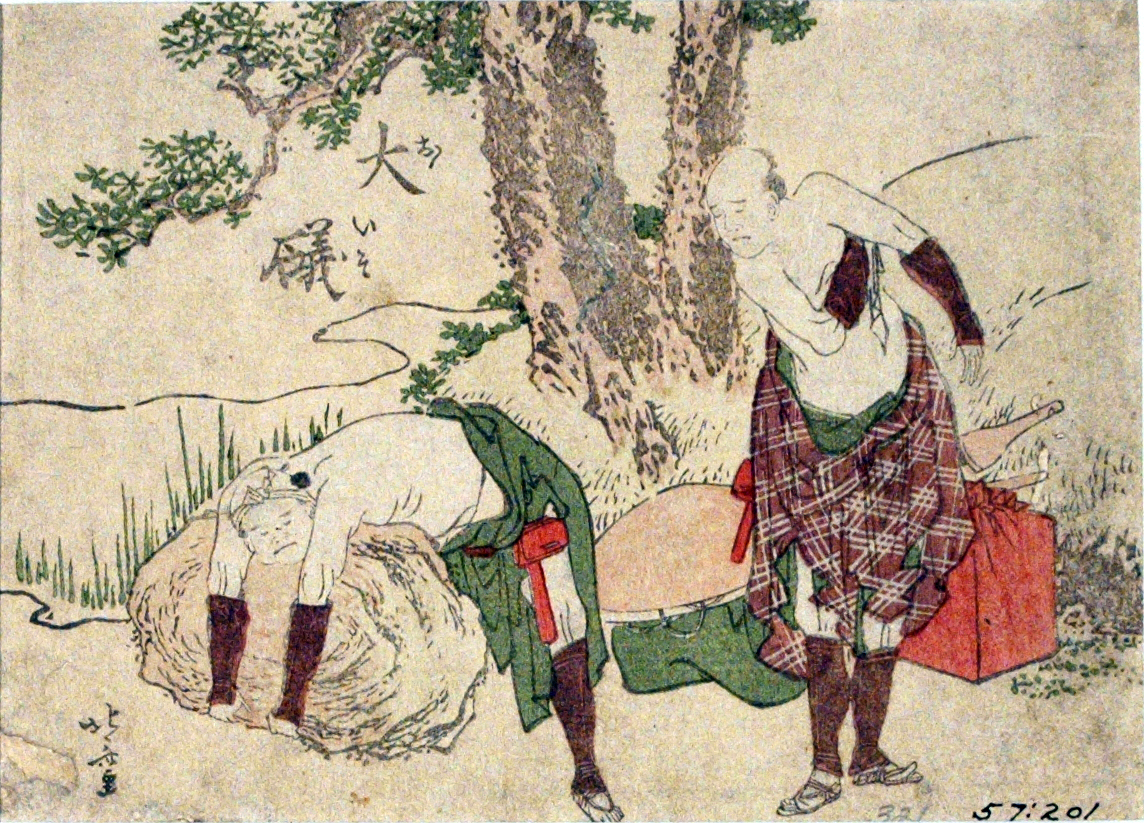
北斎筆「東海道五十三次 大磯」
虎が石を持ち上げようと試みる旅人を描いた錦絵。

各地には虎御前の伝承と結び付けられた虎が石が存在する。大磯町の延台寺に伝わる虎が石は、子宝祈願のため虎池弁財天を拝んだ山下長者の妻に与えられ、やがて夫妻は虎御前を授かった。虎の成長とともにこの石も成長し、祐成を賊の矢から防いだことで身代わり石とも呼ばれる。静岡県の足柄峠に伝わるものは、兄弟の仇討ちの成功を案じた虎御前が、仇討ちの場所となる富士の裾野を常々眺め暮らすうちにその念が石と化して残ったもので、美男が持てば軽く上がるという。
大分市に伝わる虎御前石は、兄弟の菩提を弔うため尼となって諸国を巡った虎御前が、この石に座って体を休めたと伝えている。
また、山梨県南アルプス市芦安安通では虎御前はこの地の出生と伝えられ、祐成の死後は同地に帰って亡くなったという。兵庫県朝来市では虎御前がこの地を訪れた際に足を患い、同地で没したとの伝えがあり、虎御前の墓が存在する。
こうした虎御前の伝承が諸国に広くみられるのは、曽我伝説を流布していた各地のトラと呼ばれた巫女達の行為及び活躍が、虎御前そのものとして後世に伝わったものと民俗学者の野村純一は推測している。

## 虎が雨
俳句の夏の季語に「虎が雨（とらがあめ）」という言葉があるが、旧暦の5月28日に降る雨に後世の人びとが虎御前の悲しみを重ねたものである。この日は曾我兄弟の仇討ち決行の日であり、祐成の命日に当たる。この雨は祐成の死を悲しんだ虎御前の流す涙が雨となって降り注ぐものとされ、曾我の雨、虎が涙ともいう。元来、5月28日には少量でも雨が降ると伝えられており、それに仇討ち決行が大雨の中で行われたこと、曽我物においての虎御前の貞女な様が涙雨を呼び起こすことなどと結び付けられたものと考えられている。

## 関連作品
映画
- 曽我兄弟（1915年、日活） - 演：牧野勝子
- 曽我（1927年） - 演：松枝鶴子
- 日活行進曲 曽我兄弟（1929年） - 演：酒井米子
- 夜討曽我（1929年、マキノ） - 演：桜木梅子
- 仇討日本晴 孝の巻 曽我兄弟（1931年、帝キネ） - 演：鈴木澄子
- 曽我兄弟 富士の夜襲（1956年、東映） - 演：高千穂ひづる

テレビドラマ
- 曽我兄弟（1959年、日本テレビ） - 演：小林千登勢
- 草燃える（1979年、NHK大河ドラマ） - 演：渡辺とく子